# Sirutteok

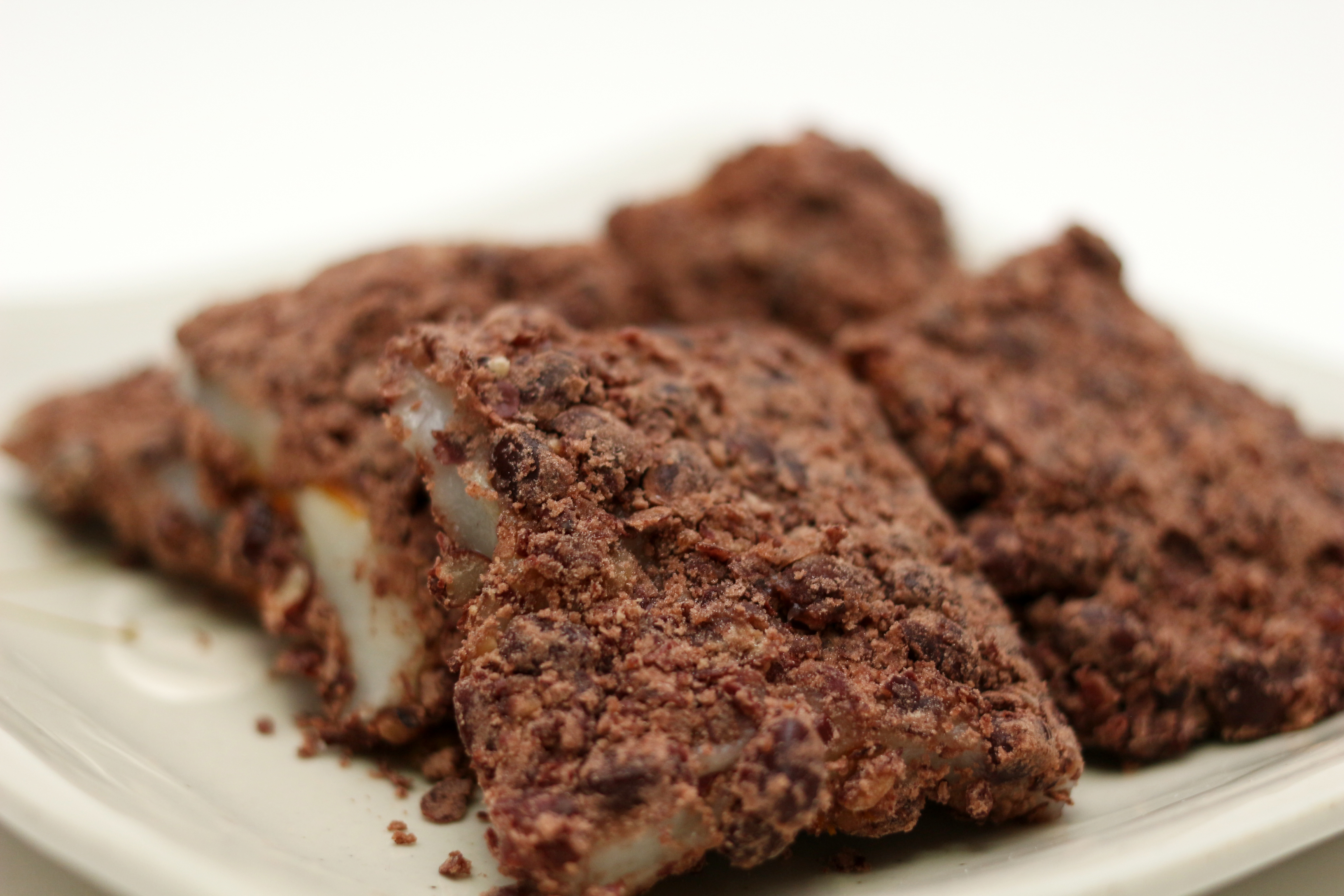
Siru-ttoeok fait de riz et soja rouge azuki.

Sirutteok ou siru-tteok (coréen : 시루떡 ; hanja : 甑餠 ;  littéralement, « tteok à la vapeur ») est une catégorie de ttoek (nom des mets confectionnés à base de riz (맵쌀 ; maepssal) ou riz gluant (찹쌀 ; chapssal) dans la cuisine coréenne) ayant la particularité d'être cuit à la vapeur.

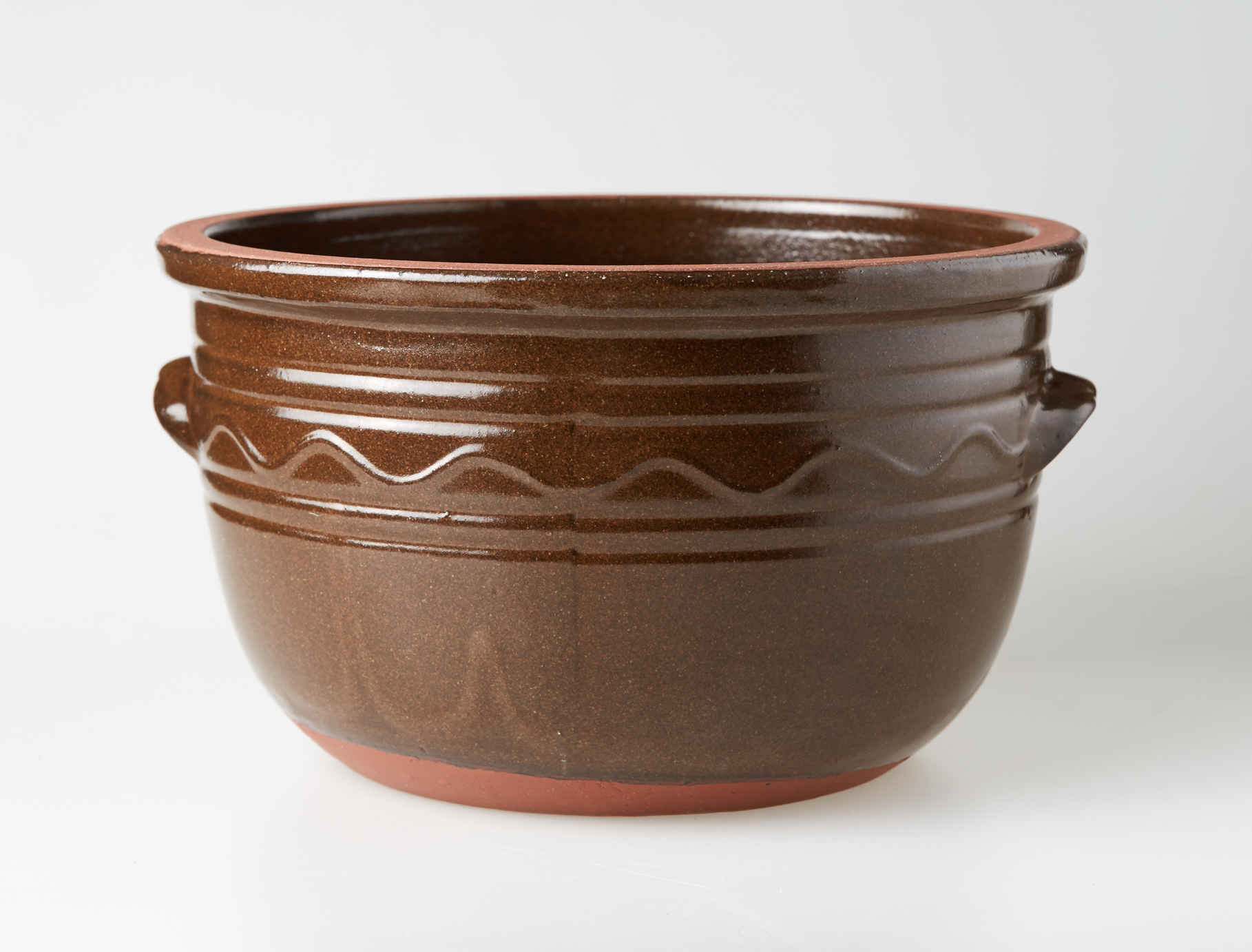
Siru en céramique servant à la confection des siru-ttoek.